# قشلاق حاجي شهاب (بهي دهبكري)
قشلاق حاجي شهاب (بالفارسية: قشلاق‌حاجی‌شهاب) هي قرية تقع في إيران في قسم بهي دهبکري الريفي. يقدر عدد سكانها بـ 141 نسمة بحسب إحصاء 2016.